# Dross Rotzank
Ángel David Revilla Lenoci (Caracas, 16 de julio de 1982), conocido como Dross Rotzank o simplemente Dross, es un youtuber y escritor venezolano.

## Biografía
Ángel David Revilla Lenoci nació el 16 de julio de 1982 en la ciudad de Caracas, Venezuela. Su padre era piloto y su madre era una empresaria orientada a la gastronomía. Su ascendencia proviene de España,Estados Unidos e Italia. Estudió comunicación social en la Universidad Santa María, ubicada en Caracas y trabajó como periodista para una revista médica.
En 1998, creó el blog titulado El Diario de Dross, cuyo nombre de usuario «Dross», se origina, según él, en el luchador Darren Drozdov de la WWE, también conocido como «Warren Droz». De donde tomó el nombre Dross mal escrito porque le falló la memoria. Revilla comenzó en el año 2000 escribiendo críticas mordaces de juegos para sitios web como MeriStation o Vandal, también hizo algunas publicaciones en el foro GameFAQs.
A los 25 años decidió mudarse a la ciudad de Buenos Aires, Argentina, donde continuó su carrera como bloguero. Un año antes, en 2006, Revilla había decidido crear un canal en YouTube con el nombre de DrossRotzank. Añadiendo Rotzank al nombre de Dross, que es el apellido de un criador del que su familia adquirió un perro cuando era un niño.

## Carrera

### Comoyoutuber

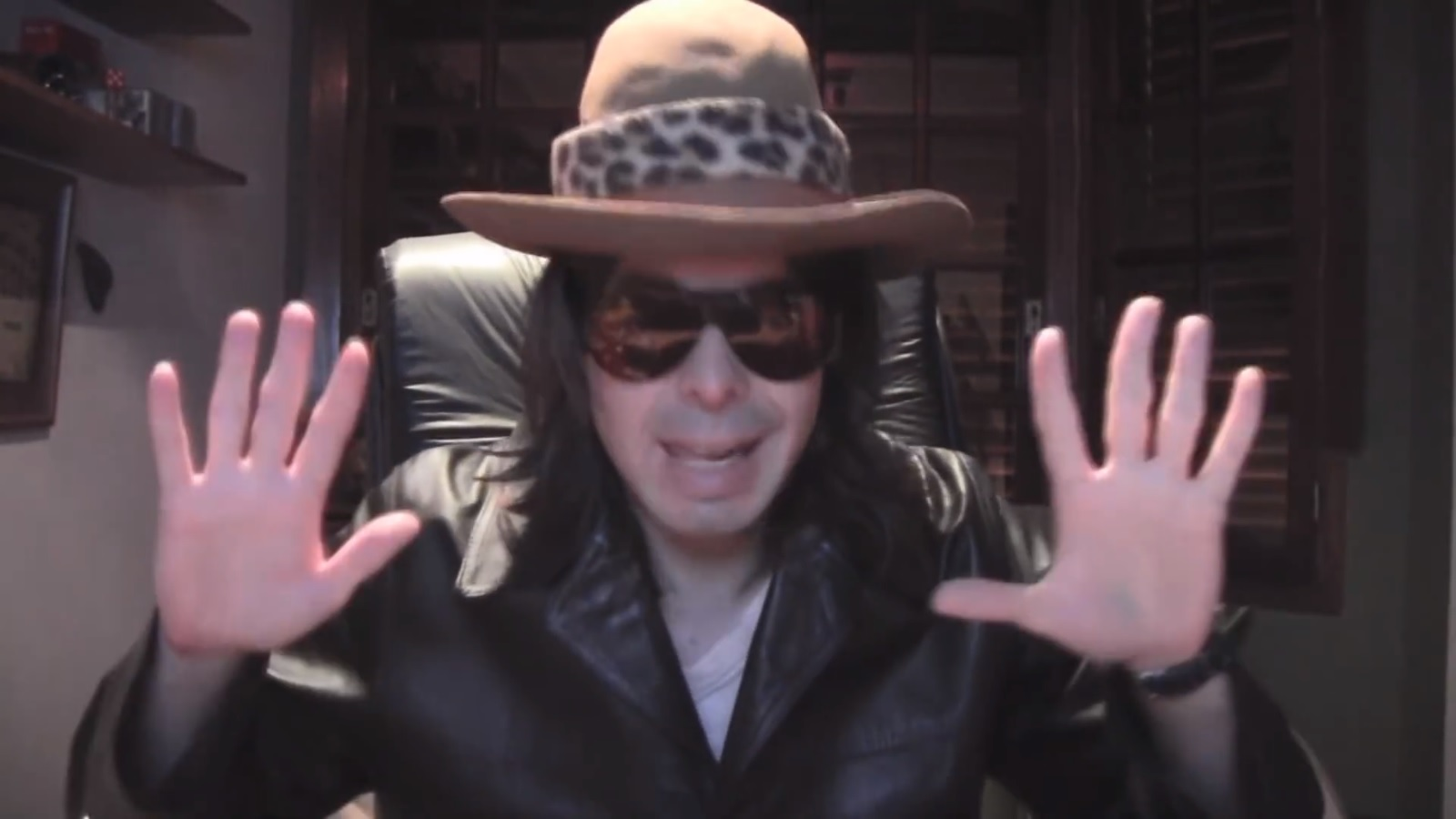
Dross en 2012

En sus inicios en YouTube, Revilla realizó «reseñas» de videojuegos y gameplays. Estos vídeos se caracterizaban por su humor negro, que venían acompañados de videojuegos con temáticas de terror o incluso de serie B. 
Su primer vídeo importante de este estilo fue Dross juega I wanna be the guy, donde marca su característico estilo en los gameplays. Otro contenido habitual en su canal de YouTube, en esta primera etapa, eran las vídeo-reacciones, donde Dross se grababa viendo algún vídeo grotesco (sin mostrarlo en su vídeo), siendo este tipo de contenido una insignia de su canal.
También se caracterizó por crear sketches con múltiples personajes, donde se mostraba a él (Dross) interactuando junto a El Troll, Fuyito Kokoyama, Estela Conchaseca, además de integrar personajes que, si bien no aparecían en sus videos, formaban parte de su canon, tales como La gorda (supuesta novia de Dross) y Morzat (descrito como un Dios intergaláctico el cual su comunidad adoptó como un meme).
También destacó por sus videos Dross responde preguntas estúpidas, que no era sino una sección donde respondía de forma irónica y mordaz a diversas preguntas absurdas que le dejaban sus seguidores.
Finalmente, un sello de su canal, fueron los Dross-O-Rama, que consistían en transmisiones en vivo mediante YouTube. Cabe mencionar que, si bien esto ya es muy normal actualmente, las transmisiones en vivo antes eran algo menos común, por lo que cuando un youtuber hacía una, era un momento especial para la comunidad. Dross en estos espacios interactuaba con su comunidad. Este formato sería recuperado más tarde en Los Vlogs de Dross, canal secundario Dross, y hasta 2022 volvería a llamarse Dross-O-Rama. Para octubre de 2013, debido a su interés en lo paranormal, Revilla decidió empezar a subir contenido de terror y relacionado con conspiraciones, siendo este el contenido que se quedaría en su canal desde entonces. Su audiencia bautizó este cambio como el octubre eterno, esto debido a que Dross solamente traía contenido paranormal a su canal durante octubre.
En esta nueva etapa, su contenido insignia fueron los top 7, y fue tanto el éxito de sus tops que ayudó a popularizarlos en la comunidad hispana. Incluso, su estética y forma de narrar sería de gran influencia para toda una legión de youtubers enfocados al terror que surgieron en aquellos años. En 2020, Revilla superó los veinte millones de suscriptores. Revilla posee dos canales secundarios: Los Vlogs de Dross, en el que sube material secundario y clips de sus streams, y Mi Querido Mussolini, canal en el que graba a su pez mascota llamado Mussolini.

### Como escritor
Su primera novela, Luna de Plutón, fue lanzada por Grupo Planeta en España y Latinoamérica. El libro apareció en la lista de los diez libros más vendidos de Argentina. Su segundo libro, El festival de la blasfemia, fue publicado en 2016. Una secuela de su primer libro Luna de Plutón II: La Guerra de Ysaak lo fue en 2017. Por su parte, Valle de la calma, otro de sus libros, fue publicado en 2018. En 2019, Dross lanzó El libro negro, historia de terror que fue número uno en ventas en países como Argentina. En 2021, publicó su sexto libro titulado Escape, de humor negro.

## Vida personal

### Visiones y polémicas
Revilla en un principio declaró abiertamente ser ateo; sin embargo, con el tiempo decidió referirse a sí mismo como agnóstico. En varios de sus videoblogs subidos a YouTube Revilla comentó sus puntos de vista políticos y visiones, donde reveló ser proelección, oponerse a la inclusión forzada, estar a favor de la legalización de drogas, considerarse políticamente libertario, entre otros. 
El 18 de junio de 2022, Dross publicó un video criticando la película de Disney Lightyear debido a una breve escena, donde dos mujeres se besan, esto haciendo alusión a la comunidad LGBT, siendo una pareja de lesbianas. En el audiovisual, critica a Disney/Pixar por incluir una «inclusión forzada» para su propio beneficio y califica la película de «woke». Estas opiniones fueron muy mal recibidas, especialmente en Twitter. Poco después de esta polémica volvió a dar de que hablar cuando publicó un tuit relacionado con la película de acción en vivo de 2023 La Sirenita, que llamó la atención de los medios. Al youtuber lo acusaron de racismo y xenofobia poco después. Posteriormente lanzaría un video explicando toda la controversia, y, a su vez, anunció que estaba realizando un cómic llamado Shiden que, según él, «tiene inclusión de verdad».
En agosto de 2023, Dross generó controversia tras publicar un tuit que mostraba la profanación de la Bandera LGBT. La publicación fue denunciada desde Alemania por supuestamente violar las regulaciones del país en materia de redes sociales. Sin embargo, Twitter determinó que el tuit no infringía ni las normas de la plataforma ni la legislación alemana. En respuesta, Dross comentó en tono de broma: «Calma, adolfitos». A pesar de las críticas de algunos usuarios que consideraron el tuit ofensivo hacia la comunidad LGBT, Dross ha declarado en el pasado que se identifica como pansexual.

## Filmografía
- 2013-presente: Voces anónimas
- 2015: Dross Dark Tales of Terror

## Libros publicados
- — (2015). Luna de Plutón. Grupo Planeta. ISBN 6070731964. OCLC 1078940243.
- — (2016). Festival de la blasfemia. Grupo Planeta. ISBN 9507301186. OCLC 959612482.
- — (2017). Luna de Plutón II: La guerra de Ysaak. Grupo Planeta. ISBN 950730164X. OCLC 1020574981.
- — (2018). Valle de la calma. Grupo Planeta. ISBN 9507302190. OCLC 1041153051.
- — (2019). El Libro Negro: deep web y horror cósmico. Editorial Planeta. ISBN 6070762622. OCLC 1141083655.
- — (2021). Escape. Grupo Planeta. ISBN 9508701846.

## Reconocimientos
- Premio Martín Fierro a la Visión Digital (2018)[40]
- Premio Martín Fierro a la Visión Digital (2019)[41]
- Premio Martín Fierro a la Visión Digital (2021)[42]

| Organización | Tipo                   | Galardón              | Razón |
| ------------ | ---------------------- | --------------------- | --- |
| YouTube      | YouTube Creator Awards | Silver Creator Award  | Otorgado a los creadores que obtienen la cantidad de 100 000 (cien mil) suscriptores en su canal de YouTube.            |
| YouTube      | YouTube Creator Awards | Gold Creator Award    | Otorgado a los creadores que obtienen la cantidad de 1 000 000 (un millón) de suscriptores en su canal de YouTube.      |
| YouTube      | YouTube Creator Awards | Diamond Creator Award | Otorgado a los creadores que obtienen la cantidad de 10 000 000 (diez millones) de suscriptores en su canal de YouTube. |